# Aulonocara stonemani
Aulonocara stonemani е вид бодлоперка от семейство Цихлиди (Cichlidae). Видът не е застрашен от изчезване.

## Разпространение и местообитание
Разпространен е в Малави.
Среща се на дълбочина от 55 до 80 m.

## Описание
На дължина достигат до 5,5 cm.